# WWE Over The Limit (2011)
Over The Limit (2011) là 1 pay-per-view được tổ chức bởi World Wrestling Entertainment, diễn ra vào ngày 22 tháng 5.

## Kết quả
| #                               | Trận đấu'                                                        | Hình thức | Thời gian |
| ------------------------------- | ---------------------------------------------------------------- | --- | --------- |
| Dark                            | Daniel Bryan thắng Drew McIntyre                                 | Đấu đơn | n/a       |
| 1                               | R-Truth thắng Rey Mysterio                                       | Đấu đơn | 8:12      |
| 2                               | Ezekiel Jackson thắng Wade Barrett (c) bởi disqualification      | Đấu đơn, WWE Intercontinental Championship | 7:27      |
| 3                               | Sin Cara thắng Chavo Guerrero                                    | Đấu đơn | 7:23      |
| 4                               | Big Show và Kane (c) thắng The New Nexus (CM Punk và Mason Ryan) | Đấu đội, WWE Tag Team Championship | 9:06      |
| 5                               | Brie Bella (c) (cùng Nikki Bella) thắng Kelly Kelly              | Đấu đơn, WWE Divas Championship | 4:03      |
| 6                               | Randy Orton (c) thắng Christian                                  | Đấu đơn, World Heavyweight Championship | 16:50     |
| 7                               | Jerry Lawler thắng Michael Cole                                  | "Kiss My Foot". Nếu Cole thắng, Lawler phải bỏ danh hiệu WWE Hall of Fame và bầu Cole vào WWE Hall of Fame 2012. Tất nhiên, người thua phải hôn chân người thắng. | 3:01      |
| 8                               | John Cena (c) thắng The Miz (cùng Alex Riley)                    | "I Quit" match, WWE Championship | 24:52     |
| (c): nhà vô địch trước trận đấu |                                                                  | |           |